# Горго
Горго (др.-греч. Γοργώ; около 507 — после 480 до н. э.) — спартанская царица, жена Леонида I, дочь Клеомена I, мать Плистарха.

## Биография
Родилась около 518 года до н. э. в семье спартанского царя Клеомена I. В 499 году до н. э. вождь восставших ионийцев Аристагор отправился в европейскую часть Эллады для привлечения союзников. Первым пунктом остановки посольства была Спарта, где Аристагор вёл переговоры с царём Клеоменом. Однако его слова не произвели на спартанца впечатления, и он ответил отказом. Видя неуспех своей миссии, лидер восстания отправился в дом царя и начал предлагать ему всё больше и больше денег, пока не пообещал 50 талантов. Находившаяся рядом малолетняя дочь Горго воскликнула: «Отец! Чужеземец подкупит тебя, если ты не уйдёшь!» Обрадованный советом, Клеомен удалился, а посольству ионийцев пришлось, ничего не добившись, покинуть Спарту.
К 492 году до н. э. Клеомен выдал её замуж за своего единокровного брата Леонида. Последнее упоминание относится к концу 480-х годов до н. э. Согласно Геродоту, Горго разгадала смысл посылки, присланной спартанским изгнанником Демаратом в Спарту. Он хотел предупредить соотечественников о том, что Ксеркс задумал поход на Грецию. Для этого он взял дощечку для письма, покрытую воском, соскоблил воск, на дереве дощечки написал предупреждение и снова залил воском, чтобы никто из персов не догадался о тайном смысле. Спартанцы долго не могли понять, что это значит, пока царица Горго не сказала, что нужно соскоблить воск, и тогда обнаружатся буквы. Дальнейшая судьба неизвестна.
Поздние историки приписывают именно Горго фразеологизм анонимной спартанки «Со щитом или на щите» со ссылкой на Аристотеля. По предположению историков, это впервые сделала византийская энциклопедия Иоанна Стобея (Stob. VII 31).

## В культуре
- На киноэкране роль царицы Горго исполнила впервые Анна Синодину в фильме 1962 года «300 спартанцев». Лина Хиди также сыграла роль Горго в одноимённой картине 2006 года, снятой по комиксам Фрэнка Миллера, и сиквеле «300 спартанцев: Расцвет империи». Пародию на неё, «королеву Марго», в фильме «Знакомство со спартанцами» исполнила Кармен Электра.
- В игре Sid Meier’s Civilization VI Горго - лидер Греции.